# Midas devant Bacchus
Midas devant Bacchus (appelé aussi parfois Midas et Bacchus) est un tableau du peintre français Nicolas Poussin. Peinture à l'huile sur toile réalisée entre 1624 et 1630, elle  mesure 98 × 153 cm, et est conservée à l'Alte Pinakothek de Munich.

## Le mythe
Poussin représente une scène mythologique. La légende du roi de Phrygie Midas n'est pas un thème mythologique fréquent dans la peinture occidentale. Bacchus a offert à Midas d'accomplir un vœu, et le roi a demandé que tout ce qu'il touche se transforme en or. Il en est résulté une malédiction, puisque tout ce qu'il  portait à ses lèvres se changeait en or, de sorte qu'il ne pouvait plus ni manger ni boire. Pour s'en libérer, Bacchus lui a dit qu'il devait se baigner dans le fleuve Pactole, qui depuis lors a contenu des sables aurifères.

## Historique de l'œuvre
Le tableau date du début de la présence de Poussin à Rome, vers 1624, ou vers 1629-1630.
Il semble que Poussin représente dans ce tableau le moment final de l'histoire, lorsque le roi Midas, agenouillé face à Bacchus, remercie le dieu de l'avoir sauvé d'une mort certaine. On peut toutefois y voir également l'instant où Bacchus accorde son don à Midas. 
Au second plan on aperçoit un dieu fleuve et un personnage agenouillé semblant découvrir l'or dans les sables de la rivière.

## Postérité
Une reproduction en très grand format du tableau de Poussin occupe une paroi de l'appartement où se déroule entièrement Les Larmes amères de Petra von Kant, film de Rainer Werner Fassbinder (1972).